# Union County (Ohio)
 Der er flere lokaliteter med dette navn, se Union County.
Union County er et county i den amerikanske delstat Ohio.

## Demografi
Gennemsnitsindkomsten for en husstand var $51.743 årligt, mens gennemsnitsindkomsten for en familie var på $58.384. årligt.
40°19′N 83°22′V / 40.31°N 83.37°V